# Roscommon (Michigan)
Roscommon est une ville située dans l’État américain du Michigan. Elle est le siège du comté de Roscommon. Selon le recensement de 2000, sa population est de 1 133 habitants.